# Teheran (provins)
Teheran (persisk: استان تهران, translitteration: ostān-e Tehrān) er en af de 30 provinser i Iran. Den dækker en areal på 18.814 kvadratkilometer og ligger mod nord i den centrale del af Iran. Provinsen grænser op til Mazandaran-provinsen mod nord, Qom-provinsen mod syd, Semnan-provinsen mod øst og Qazvin-provinsen mod vest. Byen Teheran er ikke kun hovedby i provinsen, men også hovedstaden i Iran.

## Administrativ opdeling
- Shahrestan ("amter"):

| 1. Damavand 2. Eslamshahr 3. Firouzkouh 4. Karaj 5. Nazarabad 6. Pakdasht 7. Ray | 1. Robat Karim 2. Savojbolagh 3. Shahriar 4. Shemiranat 5. Teheran 6. Varamin |  |

- Wikimedia Commons har flere filer relateret til Teheran (provins)